# Римско утврђење Градац (Iovis Pagus)
Римско утврђење Градац (Iovis Pagus) налази се у претежно равничарском пределу између две реке, Млаве и Бусура, на благо узвишеном потезу.  Локалитет представља непокретно културно добро као археолошко налазиште.
На локалитету се налазе делимично очувани остаци римског утврђења, смештено је уз десну обалу Бусура на 2,5km северозападно од Великог Лаола и 4km југозападно од Петровца на Млави.
Утврђење је готово правилног квадратног облика, димензија приближно 120 х 90m. Његов положај је утврдио још Феликс Каниц средином 19. века, који је тада видео добро очуване бедеме и остатке четири кружне куле на угловима утврђења. Данас су остаци бедема, због растиња којим су претежно обрасли, видљиви у много мањој мери и то само на основу конфигурације терена, трагова грађевинског шута и малтера. Делимично се наслућују и трагови објеката унутар утврђења и у његовој непосредној околини.
На Појтингеровој табли и Итинераријуму Хијеросолимитануму, који бележе и римски пут који је повезивао Сингидунум (Београд) са Цариградом, после станице Муниципиум, која се прилично поуздано идентификује са археолошким остацима у селу Калишту, убележена је и станица (мутацио) Јовис Пагус. Према оба картографска извора била је удаљена од Муниципиума 10 римских миља (14,8кm), што се не поклапа са стањем на терену. Стога остаје извесна резерва у погледу идентификације утврђења Градац са римским Јовис Пагусом. Разлика може бити резултат грешке картографа, али и неистражености самог локалитета Градац и других у широј околини Петровца.
Према оскудним подацима са којима се располаже, претпоставља се да је прва фаза утврђења из 2. века, средином 4. века је настала прва фортификација и то је период највишег успона, а након 6. века живот на овом локалитету замире.